# Paul Zwilling
Paul Zwilling, oder Paul Didymus (* 6. November 1547 in Torgau; † 6. November 1581 in Torgau) war ein deutscher neulateinischer Epiker.

## Leben
Er wurde als Sohn des Theologen Gabriel Zwilling und von dessen zweiter Frau Dorothea Horst geboren. Zwilling erhielt zuerst Unterricht von seinem Vater, besuchte dann die Lateinschule in Torgau und wechselte sodann auf die Grimmaer Fürstenschule St. Augustin unter Rektor Adam Siber. Sein  erster Studienort ist nicht bekannt, dürfte jedoch Leipzig gewesen sein. Hier veröffentlichte er jedenfalls 1569 die Schrift: "De prima hebdomade ..." Am 15. Februar 1572 immatrikulierte sich Zwilling an der Universität Wittenberg und erwarb dort am 2. September 1572 den akademischen Grad eines Magisters der freien Künste.
1573 wurde Zwilling als Professor der Poesie und Philosophie an die Universität Jena berufen, wo er 1580 zum Rektor gewählt wurde. Er verstarb jedoch schon mit 34 Jahren an Schwindsucht, an seinem Geburts- und auch Hochzeitstag.

## Werke
- De prima hebdomade seu mundi hominisque ortu et husius lapsu. Leipzig 1569.
- Josephiados libri VIII totam Genesin comlectentes. Leipzig 1580.
- De providentia divina Carmina graduum XV. Leipzig 1580.
- Carmina Sionia seu Meletemata ex evangeliis dominicalibus. Wittenberg 1580.
- Sacra virumque cano, qui primus Hebronis abortis migrante Isacidum de stirpe Canopia veronit littora.